# Nusantara (stad)
Nusantara is de geplande hoofdstad van Indonesië. De stad zal worden gebouwd in het huidige Oost-Kalimantan, aan de oostkust van het eiland Borneo. Naar verwachting kunnen de eerste ambtenaren er in 2024 naartoe verhuizen, waarna het de nieuwe hoofdstad van Indonesië zal worden, in plaats van Jakarta. De bouwkosten zullen naar verwachting rond de 32 miljard Amerikaanse dollar bedragen. 
De naam Nusantara betekent 'archipel' in het Indonesisch, en is verder te herleiden tot het Oud-Javaans.

## Historie

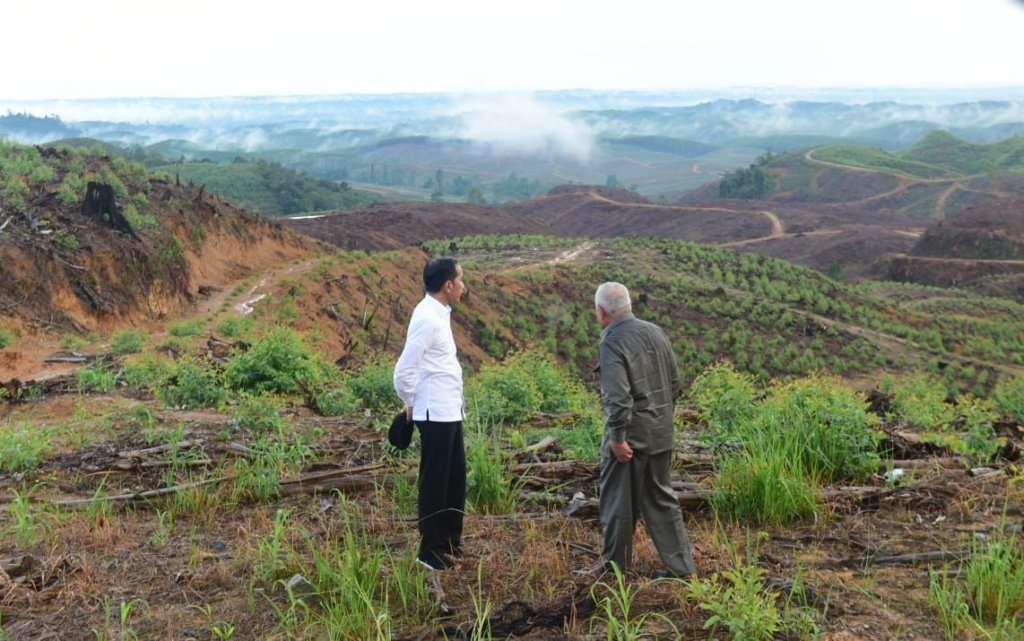
President Joko Widodo bezoekt in 2019 het gebied waar de stad gebouwd zal worden

Het plan voor een nieuwe hoofdstad van Indonesië werd in 2019 bekendgemaakt door Bambang Brodjonegoro, de Minister van Nationale Ontwikkelingsplanning onder president Joko Widodo. Belangrijke motieven voor deze nieuwe hoofdstad waren de hevige verkeersopstoppingen in Jakarta, die volgens Brodjonegoro 6,8 miljard Amerikaanse dollar per jaar kostten. Een andere reden voor een nieuwe hoofdstad was het wegzakken van de grond onder Jakarta, waardoor deze stad op den duur onder water zal komen te staan.
Er werd een wedstrijd uitgeschreven om ontwerpen in te dienen. Hieruit kwam op 23 december 2019 het plan met de naam Nagara Rimba Nusa als winnaar uit de bus, een ontwerp van het Indonesische architectenbureau URBAN+, wat vertaald kan worden met "Oerwoudarchipel". De kern van de nieuwe hoofdstad beslaat zo'n 5.600 hectare. De regering-Widodo zei begin 2020 te verwachten dat de stad in 2024 gebouwd zou zijn. Kort daarop brak echter de coronapandemie uit, die voor vertraging zorgde.
Op 18 januari 2022 ging het Indonesische parlement akkoord met een plan om de nieuwe hoofdstad te stichten, die de naam Nusantara zou krijgen. Minister van Nationale Ontwikkelingsplanning Suharso Monoarfa, die Brodjonegoro in 2019 was opgevolgd, had die naam een dag eerder onthuld.
Op 17 augustus 2024 vierde Indonesië officieel zijn Dag van de Onafhankelijkheid in de toekomstige hoofdstad.